# Nothosauria
De Nothosauria zijn een orde van uitgestorven zeereptielen uit het Trias. De orde omvatte voorheen twee onderorden: de Pachypleurosauria, een kleine basale vorm, en de echte Nothosauria. Inmiddels wordt die eerste groep veelal beschouwd als een zustergroep van de tweede, en krijgt eveneens de rang van orde. Binnen de Nothosauria worden veruit de meeste soorten in de familie Nothosauridae geplaatst. Daarnaast is er nog het monotypische geslacht Simosaurus. Ze zijn aan het eind van het Trias uitgestorven en mogelijk verdrongen door de Plesiosauria.

## Kenmerken
Ze werden ongeveer drie meter lang, hadden een lang lichaam en waren zeer beweeglijk. De kop was plat en de kaken waren bezet met een rij lange tanden die een uitstekende vissenval vormde. De ledematen hadden vijf tenen met zwemvliezen. Bij sommige soorten hadden de ledematen een vorm die op peddels leek.

## Leefwijze
Waarschijnlijk gedroegen Nothosauria zich zoals zeehonden tegenwoordig: ze vingen vis in het water, maar kwamen ook regelmatig aan land.